# Húsafell
Húsafell est un village situé près de Reykholt, dans la municipalité de Borgarbyggð et dans la région de Vesturland, dans l'ouest de l'Islande.
Le site est intéressant à cause de la nature avec notamment les chutes d'eau de Hraunfossar. Sur une distance d'à peu près un kilomètre, une multitude de ruisselants sortent d'un champ de lave et se versent dans la rivière Hvítá. Une autre cascade, Barnafoss, se trouve dans les environs. Le site est connu aussi pour ses bétulacées.
À partir de Húsafell, il est possible de faire des excursions sur les hautes terres de l'Arnavatnsheiði. Cette région est connue pour son grand nombre de lacs où l'on peut aller pêcher.